# Waldo (Florida)
Waldo és una població dels Estats Units a l'estat de Florida. Segons el cens del 2000 tenia 821 habitants.

## Demografia
Segons el cens del 2000, Waldo tenia 821 habitants, 347 habitatges, i 207 famílies. La densitat de població era de 184,3 habitants/km².
Dels 347 habitatges en un 27,4% hi vivien nens de menys de 18 anys, en un 40,3% hi vivien parelles casades, en un 16,7% dones solteres, i en un 40,1% no eren unitats familiars. En el 33,1% dels habitatges hi vivien persones soles el 14,1% de les quals corresponia a persones de 65 anys o més que vivien soles. El nombre mitjà de persones vivint en cada habitatge era de 2,37 i el nombre mitjà de persones que vivien en cada família era de 3,05.
Per edats la població es repartia de la següent manera: un 26,1% tenia menys de 18 anys, un 8,3% entre 18 i 24, un 27,3% entre 25 i 44, un 22,8% de 45 a 60 i un 15,6% 65 anys o més.
L'edat mediana era de 37 anys. Per cada 100 dones de 18 o més anys hi havia 84,5 homes.
La renda mediana per habitatge era de 24.028 $ i la renda mediana per família de 34.643 $. Els homes tenien una renda mediana de 25.083 $ mentre que les dones 20.956 $. La renda per capita de la població era de 15.397 $. Entorn del 13,6% de les famílies i el 16,7% de la població estaven per davall del llindar de pobresa.

## Poblacions més properes
El següent diagrama mostra les poblacions més properes.